# アフガン編み
アフガン編み（アフガンあみ、チュニジアン・クロッシェ）は、アフガン針と呼ばれる道具を用いる編み物技法の一種。棒針編み・かぎ針編みと合わせて「編み物三大技法」と称されることもある。

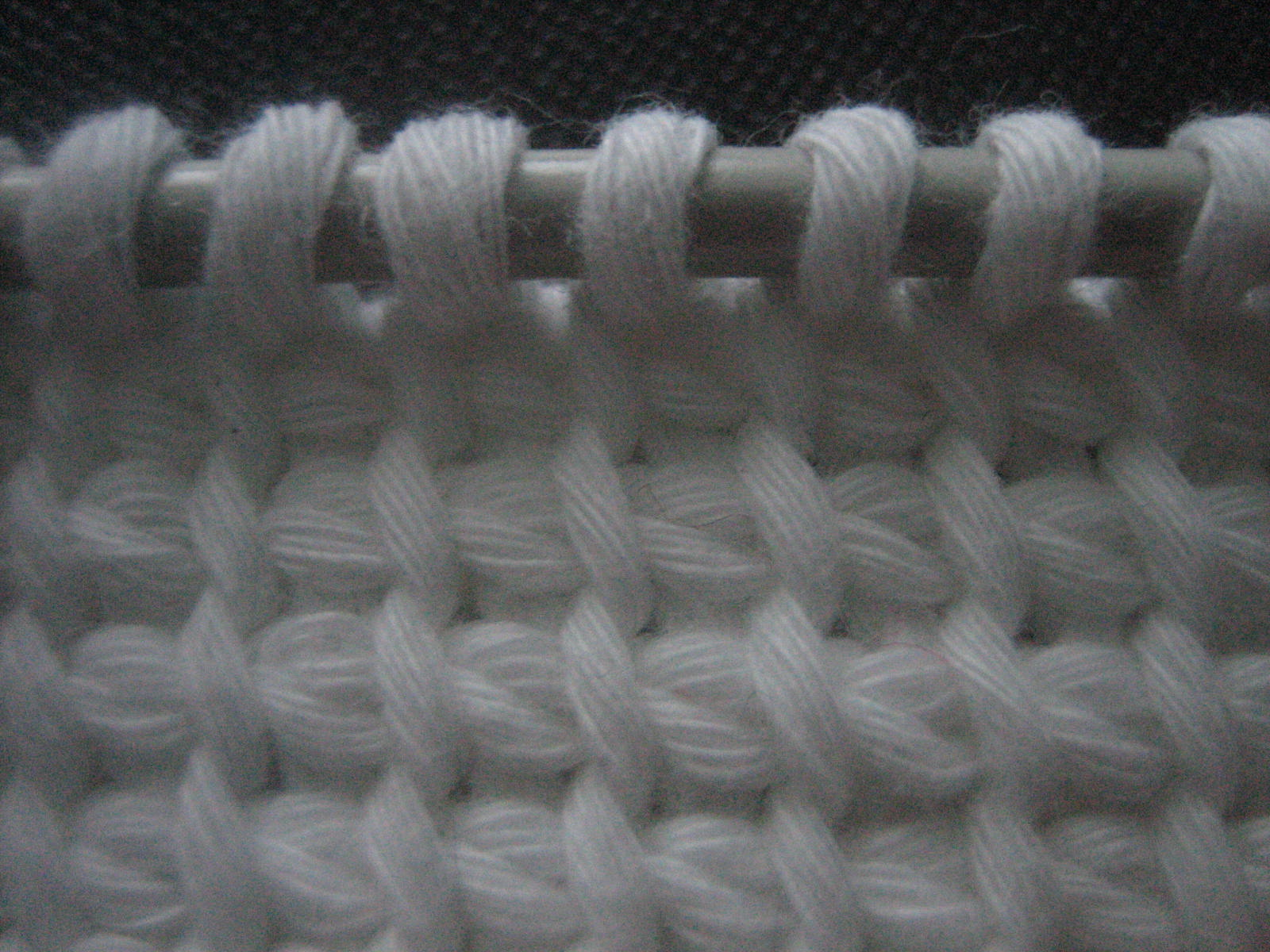
基本モデルの編み目

日本では、昭和40年代頃まではかぎ針編みと共に広く親しまれ、ジャケットスーツなどの重衣料も作られていた。その後、手編みの主流が棒針編みに移るにつれてあまり用いられなくなった技法であったが、近年のハンドクラフトブームにより再び見直されつつある。

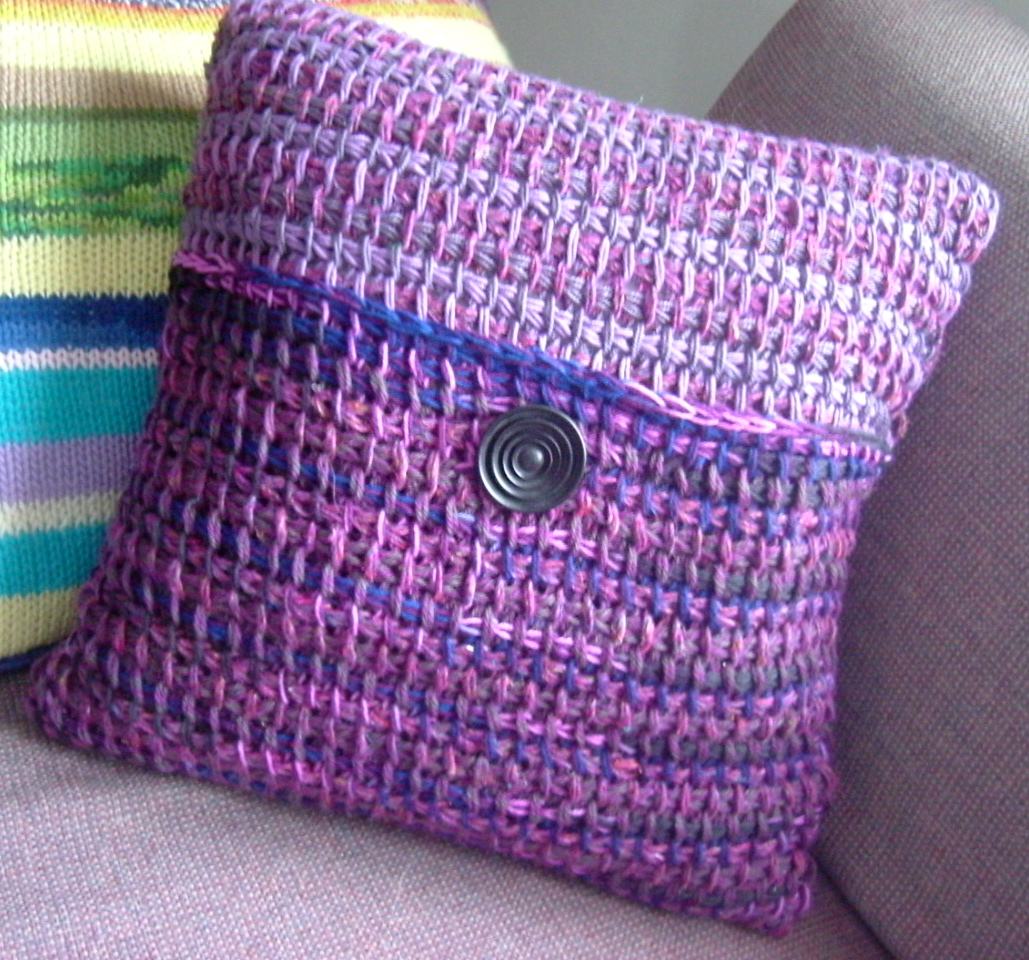
クッション
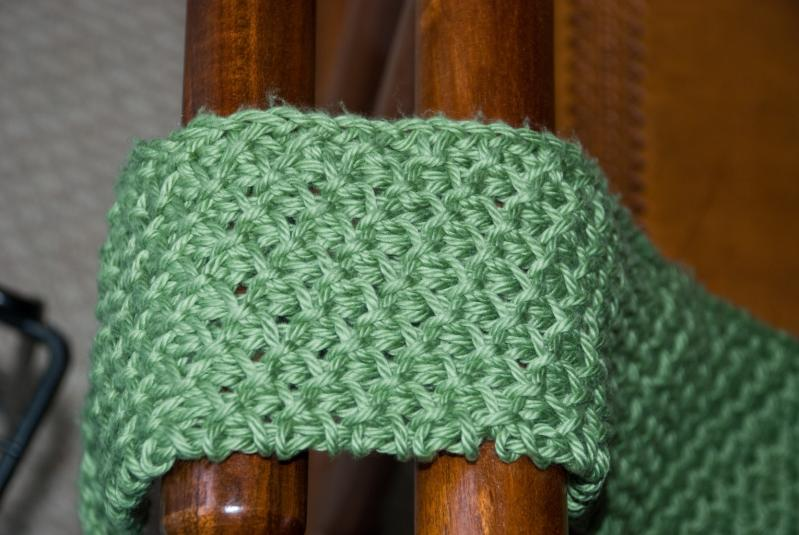
スモックステッチ
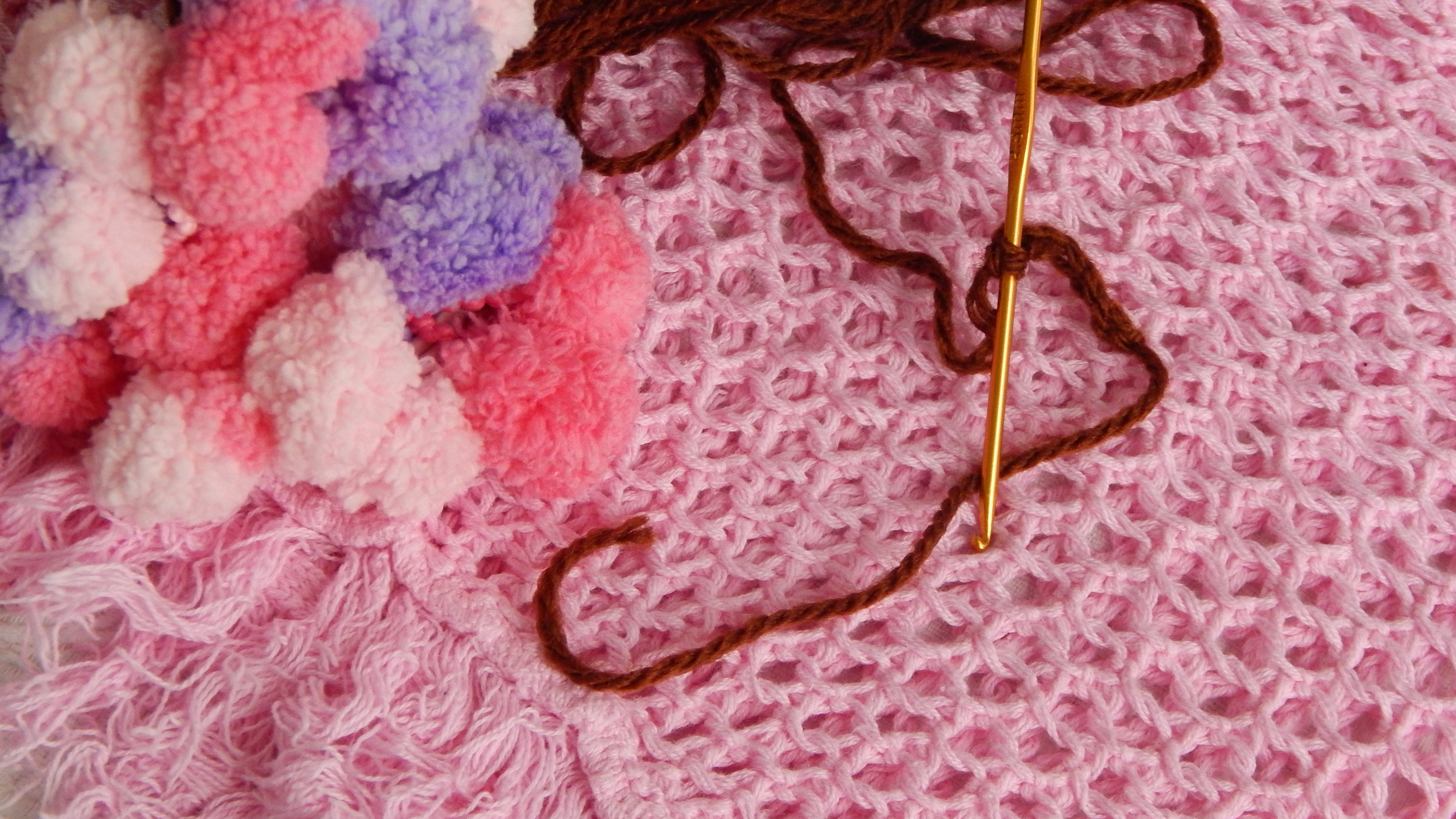
ハニカムステッチ
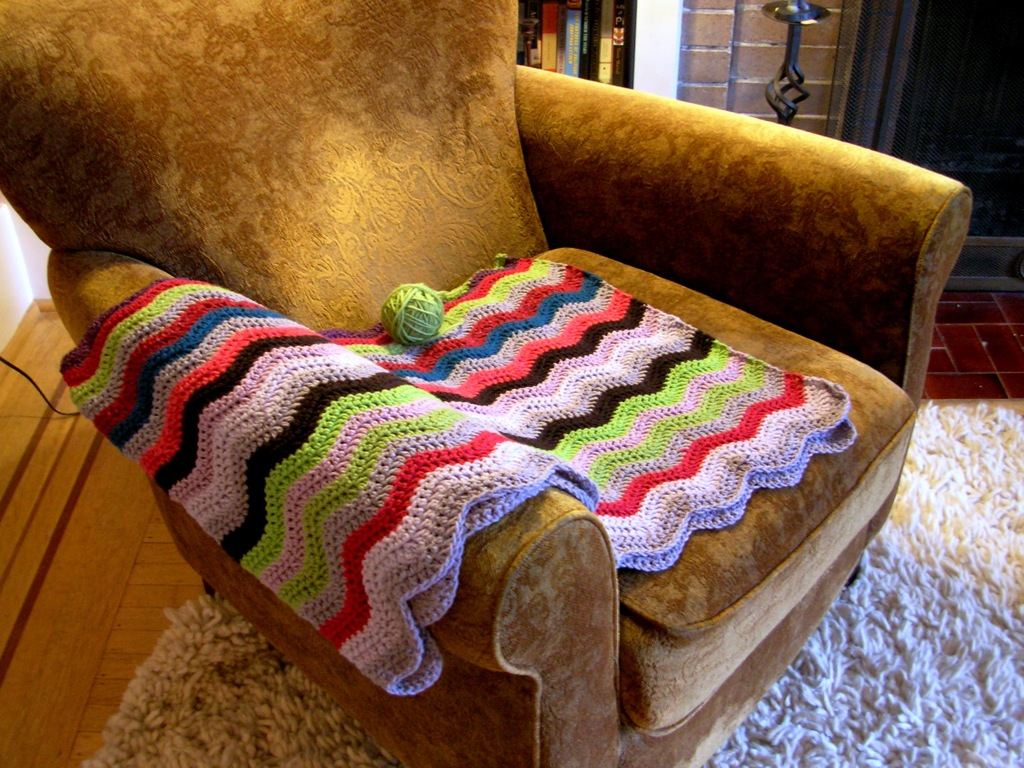
アフガンブランケット

## 特徴
- 伸縮性が非常に少なく、厚手でしっかりした織物のような編み地ができる。
- ボーダー柄などの配色模様が容易。異素材同士の組み合わせも多く用いられる。透かし模様も可能。
- 糸長は同面積の棒針編みやかぎ針編みの1.25倍ほど多く必要となる[1]。

## 技法
往路（タテ目）と復路（ヨコの目）で1段と数える。棒針編みやかぎ針編みと同様にJISで定められた編目記号があるが、独自の記号で表されることもある。
日本では「棒針編みとかぎ針編みの技法をミックスさせた編み方」と表現されることがある。一方、英語では「Tunisian crochet」であり、「crochet」が含まれることからかぎ針編みの一種と認識されている（英語では棒針編みを「Knitting」、かぎ針編みを「Crochet」といい、欧米ではこの2種の技法を明確に区別する）。
現在市販されている毛糸のラベルの適合針サイズ記載は棒針とかぎ針のみだが、アフガン編みに使用する場合は、適合する棒針の号数より3号ほど太いアフガン針が適している。

### 片面アフガン（プレーンアフガン）
使用針はかぎ針と似ているが、鉤部分の反対側の端は棒針状にとがっており、全長は概ね30センチ以上。また、近年のかぎ針のように、握りやすいように太いグリップがついた形状になることはない。これは、針にかかる編み目が常に1目だけであるかぎ針編みとは違い、往復を1段とするアフガン編みでは、「往き」が終わるまですべての編み目が針にかかったままの状態になるためである。このため、編み地の最大幅は編み針の長さ分となる。
欧米のアフガン針には鉤部分の反対側の端にストッパーがついているものが多い。また、編み地幅の自由度を高めるため、コードを接続して延長できるタイプのものもある。

### 両面アフガン（リバーシブルアフガン、ダブルフックアフガン）
昭和30年代初めに手芸家の村上房子が「リバーシブルアフガン編み」として考案し、特許出願は拒絶査定となったものの、1977年（昭和52年）に次女の村上眞理子によって商標登録されている。近年、専用針が新規発売され、技法書が新規刊行されている「ダブルフックアフガン編み」は、リバーシブルアフガン編みとほぼ同じであるが、商標権の侵害を避けるため、別の呼称が使われている。
両端が鉤状になった針を用い、片方で「往き」、もう片方で往きの目を追いかけるように「戻り」を編む。このため、編み地の幅が針の長さに制限されることがなくなり、また輪編みも可能となる。「往き」と「戻り」の鉤の号数は多少の違いがあっても問題ないため、通常の両端かぎ針でも代用できる（異素材の組み合わせ時など、敢えて違う号数の鉤を用いる場合もある）。両面が表地となり、多彩な表現が可能である。